# جینا کارانو
جینا جوی کارانو (انگلیسی: Gina Joy Carano؛ زادهٔ ۱۶ آوریل ۱۹۸۲) بازیگر، شخصیت تلویزیونی، مدل بدنسازی و رزمی‌کار ترکیبی (ام‌ام‌ای) پیشین آمریکایی است. محبوبیتش باعث شد که به او «چهره ام‌ام‌ای زنان» لقب دهند، اما کارانو این عنوان را رد کرد. او و کریس سایبورگ اولین زنانی بودند که در مسابقه استرایک‌فورس سال ۲۰۰۹ عنوان یک رویداد مهم ام‌ام‌ای را به دست آوردند. کارانو پس از نخستین شکست حرفه‌ای ام‌ام‌ی خود در برابر سایبورگ از مسابقات کنار رفت.
کارانو سپس حرفه‌اش را از رینگ به سینما و تلویزیون تغییر داد و نخستین نقش اصلی خود را در فیلم اکشن بی‌استفاده (۲۰۱۱) تجربه کرد. او در فیلم‌های سریع و خشمگین ۶ (۲۰۱۳) و ددپول (۲۰۱۶) نیز ایفای نقش کرده‌است. کارانو از سال ۲۰۱۹ تا ۲۰۲۰ نقش شخصیت کارا دان را در دو فصل از مجموعهٔ وسترن فضایی مندلورین از شبکهٔ دیزنی پلاس به تصویر کشید. در پی ارسال چندین پست جنجالی در ارتباط با هولوکاست در شبکه‌های اجتماعی، لوکاس فیلم در سال ۲۰۲۱ اعلام کرد که کارانو دیگر در رسانه‌های رو به انتشار مربوط به جنگ ستارگان ظاهر نمی‌شود.

## فیلم‌شناسی

### فیلم
| سال  | عنوان             | نقش              | توضیحات      |
| ---- | ----------------- | ---------------- | ------------ |
| ۲۰۰۹ | خون و استخوان     | ورتا وندتا       | فیلم ویدئویی |
| ۲۰۱۱ | بی‌استفاده         | مالوری کین       |              |
| ۲۰۱۳ | سریع و خشمگین ۶   | رایلی هیکس       |              |
| ۲۰۱۴ | در خون            | ایوا             | فیلم ویدئویی |
| ۲۰۱۵ | سرقت              | افسر کریس باهاوس | فیلم ویدئویی |
| ۲۰۱۵ | استخراج           | ویکتوریا         | فیلم ویدئویی |
| ۲۰۱۶ | ددپول             | انجل داست        |              |
| ۲۰۱۶ | کیک‌بوکسور: انتقام | مارسیا           | فیلم ویدئویی |
| ۲۰۱۸ | زمین سوخته        | آتیکوس گیج       | فیلم ویدئویی |
| ۲۰۱۹ | جنون در روش       | کری              |              |
| ۲۰۱۹ | دختر گرگ          | کلر همیلتون      |              |

### تلویزیون
| سال       | عنوان                     | نقش                   | توضیحات             |
| --------- | ------------------------- | --------------------- | ------------------- |
| ۲۰۰۷      | دختران جنگنده             | خودش                  | ۷ قسمت              |
| ۲۰۰۸      | گلادیاتورهای آمریکایی     | کراش                  | ۱۶ قسمت             |
| ۲۰۱۴      | آلموست هیومن              | دانیکا                | قسمت: «نامحدود»     |
| ۲۰۱۹–۲۰۲۰ | مندلورین                  | کاراسینتیا «کارا» دان | ۷ قسمت              |
| ۲۰۲۱      | غیرقابل کنترل با بر گریلس | خودش                  | قسمت: «جینا کارانو» |

### بازی‌های ویدئویی
| سال  | عنوان                       | نقش           | توضیحات |
| ---- | --------------------------- | ------------- | ------- |
| ۲۰۰۸ | فرمان و تسخیر: هشدار قرمز ۳ | ناتاشا ولکووا |         |
| ۲۰۱۳ | سریع و خشمگین: رویارویی     | رایلی هیکس    | صداپیشه |